# ネームレス (テネシー州)
ネームレス（Nameless）は、アメリカ合衆国テネシー州ジャクソン郡にある非法人地域。その珍しい地名は作家からの注目を集めている。

## 名前
語源にはいくつかの説があり、決着を見ていない。
- 住民が郵便局設立を申請した際に名前の欄が空白であったため、アメリカ合衆国郵政省は「Nameless」と押印して返却したという説[2]。
- ウィリアム・リースト・ヒートムーン （英語版）著の旅行本『ブルー・ハイウェイズ（英語版）』にある、「住民の1人が「もしここは無名の場所だ」と言った後、住民自身がコミュニティ名を「Nameless」にするべきだと判断した」という説[3]。
- 1933年のジャクソン郡センチネル新聞によると、地元職員は当初郵便局の名前を郡検事総長ジョージ・モーガンにちなみ「モーガン」と名付けようとしたが、南軍将軍の「ジョン・ハント・モーガン」をはじめとする南軍を想起させるとして住民は反対した。地元職員が連邦当局に要望する際、当初の名前が使用できない場合の候補名を「Nameless」としていた説[4]。

ネームレス郵便局は1866年に開局し、1909年に廃止された。

## 歴史
最盛期のネームレスの人口は約250人で、郵便局に加えて学校やいくつかの商業施設があった。2クラスの小学校は1960年代まで運営されていた 。JTワッツ百貨店は現在博物館として運営されている。

## 文化
- 『My Dark Life』（エルヴィス・コステロ）-  エクストリーム・ハニーに収録されている楽曲。同じく珍地名のミズーリ州ペキュリア (ミズーリ州)（英語版）、テキサス州アグリーと共に登場する[8]。
- 『Nameless, TN』（Old Crow Medicine Show） - Jubileeに収録されている楽曲。